# Vicepresidente del Tribunal Supremo (España)
El vicepresidente del Tribunal Supremo es la segunda autoridad del Tribunal Supremo de España, cuya función principal es apoyar y suplir al presidente en sus funciones como cabeza del Alto Tribunal. El vicepresidente es propuesto por el presidente y elegido por el Pleno del Consejo General del Poder Judicial por un mandato de cinco años.
Como segunda autoridad y principal figura de colaboración del presidente, la ley establece que será el vicepresidente quien lo sustituya en los casos de vacante, ausencia, enfermedad u otro motivo legítimo. El vicepresidente solo lo es del Tribunal Supremo, en ningún momento es vicepresidente del CGPJ. Asimismo, la ley auotriza al presidente para delegar en el vicepresidente la superior dirección del Gabinete Técnico del Alto Tribunal, así como todas aquellas funciones que el presidente le delegue expresamente, si bien mediando causa justificada.
El vicepresidente, por el hecho de serlo, es miembro nato de la Sala de Gobierno del Tribunal Supremo y le corresponde proponer a esta y al presidente la adopción de aquellas decisiones orientadas a garantizar el correcto funcionamiento del Tribunal Supremo, así como velar por la exacta ejecución de los acuerdos adoptados por la Sala de Gobierno.
El actual vicepresidente del Tribunal Supremo es el magistrado Dimitry Berberoff Ayuda, quien fue elegido por la unanimidad de los miembros del Consejo General del Poder Judicial el 25 de septiembre de 2024, tomando posesión el día 8 del mes siguiente. Su elección puso fin a cinco años de interinidad en el cargo.

## Historia

### Origen
La figura de la vicepresidencia del Tribunal Supremo se creó a finales de 2013 y vino a sustituir la figura del vicepresidente del Consejo General del Poder Judicial pues, tal y como aclara el legislador en el prólogo de la Ley orgánica de 2013 que reforma el Consejo, «la existencia de un Vicepresidente es particularmente importante para el Tribunal Supremo, porque durante los últimos treinta años el Consejo ha absorbido casi por completo a los sucesivos Presidentes, privando de facto a aquel de una presidencia unitaria». Es decir, la figura de la vicepresidencia del CGPJ era inútil pues el órgano que ocupaba la mayor parte del tiempo al presidente tanto del Alto Tribunal como del órgano de gobierno del poder judicial era este último, y el Tribunal Supremo se quedaba en numerosas ocasiones sin su cabeza.

#### Vicepresidencia del CGPJ
Como se ha comentado, la vicepresidencia del Tribunal Supremo no debe confundirse con la antigua vicepresidencia del Consejo General del Poder Judicial y, en ningún momento, el vicepresidente fue al mismo tiempo vicepresidente del Tribunal Supremo y del CGPJ, al contrario de lo que pasaba con el presidente. La vicepresidencia del CGPJ existió entre 1985 y 2013. Su principal función era la de sustituir al presidente del CGPJ y era nombrado por el rey a propuesta del Pleno del Consejo, que debía aprobar la propuesta por mayoría de tres quintos.
Desde su creación hasta su supresión, seis personas ocuparon el cargo de vicepresidente del CGPJ:
- Adolfo Carretero Pérez (1985)
- Manuel Peris Gómez (1985-1990)
- José Luis Manzanares Samaniego (1990-1996)
- Luis López Guerra (1996-2001)
- Fernando Salinas Molina (2001-2008)
- Fernando de Rosa Torner (2008-2014)

### Primer titular y un lustro de interinidad
El primer titular del nuevo cargo fue nombrado por el Pleno del Consejo General del Poder Judicial en enero de 2014. El presidente del Tribunal Supremo y del CGPJ, Carlos Lesmes, propuso al magistrado Ángel Juanes Peces, por aquel entonces presidente de la Audiencia Nacional y que anteriormente había ejercido como magistrado de la Sala de lo Militar del Tribunal Supremo. De acuerdo con los cinco años de mantado establecidos por ley, Juanes tenía previsto abandonar la vicepresidencia en enero de 2019 pero, debido a la imposibilidad de renovar el Consejo del Poder Judicial por el bloqueo parlamentario, el Pleno del Consejo acordó extender su mandato hasta octubre de 2019, fecha en la que Juanes alcanzaría la edad legal de jubilación.
Alcanzada la fecha límite el 22 de octubre de 2019, Lesmes aprobó la jubilación del magistrado y dividió temporalmente sus funciones entre dos personas. Por una parte, Ángel Calderón Cerezo, presidente de la Sala de lo Militar del Tribunal Supremo, asumió las funciones relacionadas con el Tribunal Supremo, mientras que el vocal del CGPJ, Rafael Fernández Velarde, asumió aquellas que pudiera tener en relación al CGPJ.
En los siguientes cinco años pasaron por esta posición otros dos magistrados, ambos de forma interina. Tras el magistrado Calderón Cerezo, el presidente de la Sala de lo Social, Jesús Gullón Rodríguez, ejerció brevemente como vicepresidente entre el 12 y el 25 de junio de 2020, fecha esta última de su jubilación. Posteriormente, el magistrado Francisco Marín Castán, presidente de la Sala de lo Civil del Tribunal Supremo, asumió la responsabilidad, compatibilizando esta con la de presidir el Tribunal Supremo entre octubre y septiembre de 2024, tras la dimisión de Carlos Lesmes. Finalmente, en septiembre de 2024 se renovó el CGPJ, y la nueva presidenta, María Isabel Perelló Doménech, propuso al magistrado Dimitry Berberoff Ayuda, que tomó posesión el 8 de octubre de 2024.

## Elección
De acuerdo con la Ley Orgánica del Poder Judicial de 1985, reformada en 2013 para incluir la figura del vicepresidente, a este se le elegirá en el primer pleno ordinario del Consejo General del Poder Judicial. Para ser nombrado vicepresidente, el Pleno debe aprobar al candidato elegido por el presidente del Alto Tribunal por mayoría de tres quintos. Si esta mayoría no se alcanzase, el presidente debe proponer otro candidato.
Para poder ser candidato, el magistrado debe tener la categoría de Magistrado del Tribunal Supremo, estar en servicio activo y reunir los requisitos para ser presidente de Sala del mismo. La candidatura debe ser pública y comunicada a los vocales del CGPJ con una semana de antelación.

### Cese
De acuerdo con el artículo 589 de la Ley Orgánica del Poder Judicial, aparte del término del mandato el vicepresidente puede ser cesado por el Pleno del Consejo mediando causa justificada si así lo aprueban tres quintas partes de este. Si una vez finalizado su mandato, no se ha elegido otro vicepresidente, asume la vicepresidencia en funciones el presidente de Sala del Tribunal Supremo de mayor antigüedad, tal y como pasó en 2019.

## Lista de vicepresidentes del Tribunal Supremo
La figura del vicepresidente del Tribunal Supremo es novedosa, siendo creada a finales del año 2013.

     Este color señala los vicepresidentes interinos.
| N.º | Nombre                  | Inicio                | Final                 |
| --- | ----------------------- | --------------------- | --------------------- |
| 1º  | Ángel Juanes Peces      | 9 de enero de 2014    | 22 de octubre de 2019 |
| -   | Ángel Calderón Cerezo   | 22 de octubre de 2019 | 12 de junio de 2020   |
| -   | Jesús Gullón Rodríguez  | 12 de junio de 2020   | 25 de junio de 2020   |
| -   | Francisco Marín Castán  | 25 de junio de 2020   | 8 de octubre de 2024  |
| 2º  | Dimitry Berberoff Ayuda | 8 de octubre de 2024  | En el cargo           |